# جيمس ك. أوليفر
جيمس ك. أوليفر (بالإنجليزية: James C. Oliver)‏ هو سياسي أمريكي، ولد في 6 أغسطس 1895 في ساوث بورتلاند في الولايات المتحدة، وتوفي في 25 ديسمبر 1986 في أورلاندو في الولايات المتحدة. حزبياً، نشط في الحزب الجمهوري والحزب الديمقراطي. وقد انتخب عضو مجلس النواب الأمريكي.